# Niżni Mały Furkotny Stawek
Niżni Mały Furkotny Stawek (słow. Nižné Furkotské pliesko, niem. Unterer Furkotasee, węg. Alsó-Furkota-tó) – stawek położony na wysokości 1626 m n.p.m. w Dolinie Furkotnej, w słowackich Tatrach Wysokich. Pomiary pracowników TANAP-u z lat 1961–1967 wykazują, że ma powierzchnię 0,165 ha, wymiary 60 × 52 m i głębokość ok. 0,5 m.
Niżni Mały Furkotny Stawek leży wśród kosodrzewiny, w dolnych partiach Doliny Furkotnej. Nieco na wschód od niego przepływa Furkotny Potok, a nad nim wznosi się Siodełkowa Kopa. Zdarza się, że wysycha całkowicie, szczególnie w suchych letnich miesiącach. W 1954 r. odkryto u jego brzegów i w samym stawku namulnik brzegowy, który dla Tatr okazał się być nową rośliną. Nieco na północny wschód od niego znajduje się Wyżni Mały Furkotny Stawek. Do Niżniego Małego Furkotnego Stawku nie prowadzą żadne znakowane szlaki turystyczne.